# Boubacar Diarra
Boubacar Diarra, né le 18 avril 1994 à Bamako au Mali, est un footballeur malien. Il évolue actuellement au Lierse SK au poste de milieu défensif.

## Biographie

### En club
Avec le club du Tout Puissant Mazembe, il remporte la Ligue des champions d'Afrique en 2015, en battant l'USM Alger en finale. Il dispute dans la foulée la Coupe du monde des clubs qui se déroule au Japon. Il joue deux matchs lors de ce tournoi, contre le Sanfrecce Hiroshima, puis contre le Club América.

### En équipe nationale
Avec les moins de 20 ans, il participe à la Coupe d'Afrique des nations junior 2013 organisée en Algérie. Le Mali se classe quatrième du tournoi. Cette performance lui permet de disputer la Coupe du monde des moins de 20 ans 2013 qui se déroule en Turquie. Diarra joue trois matchs lors de cette compétition : contre le Paraguay, la Grèce, et le Mexique.
Il joue son premier match en équipe du Mali le 29 juin 2014, en amical contre la Chine (victoire 1-3).
Il dispute ensuite la Coupe d'Afrique des nations des moins de 23 ans 2015 qui se déroule au Sénégal. Ce tournoi est qualificatif pour les Jeux olympiques de Rio.

## Palmarès
- Vainqueur de la Ligue des champions de la CAF en 2015 avec le TP Mazembe
- Champion de RD Congo en 2013 et 2014 avec le TP Mazembe